# NGC 406
NGC 406 är en spiralgalax i stjärnbilden Tukanen. Den upptäcktes den 3 november 1834 av John Herschel. 